# Ptychococcus lepidotus
Ptychococcus lepidotus är en enhjärtbladig växtart som beskrevs av Harold Emery Moore. Ptychococcus lepidotus ingår i släktet Ptychococcus och familjen Arecaceae.
Artens utbredningsområde är Papua Nya Guinea. Inga underarter finns listade i Catalogue of Life.